# Коэн, Йорам
Йорам Ко́эн (ивр. יורם כהן‎; род. 15 октября 1960, Тель-Авив, Израиль) — глава Общей службы безопасности Израиля «Шабак» с мая 2011 по май 2016 года.

## Биография
Йорам Коэн родился в 1960 году в районе Шхунат-Шапира в южном Тель-Авиве. Коэн был младшим сыном в семье Элияху (Агаджана-Сабзака) и Леи Коэн, приехавших в Израиль в 1950-е годы из города Герат в Афганистане. Вырос в Тель-Авиве, получил религиозное образование в начальной школе «Билу», а затем в средней иешиве «Мидрашият Ноам» в городе Пардес-Хана, в которой начал учиться с 1972 года.
Прошёл военную службу в разведывательной роте (ивр. פלס"ר‎) бригады «Голани».

### Карьера в «Шабаке»
В 1982 году поступил на службу в «Шабак» в качестве телохранителя полевых координаторов «Шабака» на Западном берегу реки Иордан и в Ливане. Затем прошёл курс изучения арабского языка и с 1983 по 1989 год работал полевым координатором (ивр. רכז שטח‎) «Шабака» в районе Рамаллы за исключением 1984 года, в ходе которого был полевым координатором в Ливане. В дальнейшем стал региональным координатором (ивр. רכז‎) службы в районе Рамаллы (пользовался в это время псевдонимом «Капитан Сами»).
В 1991 году был назначен главой оперативного отделения в регионе Иудеи и Восточного Иерусалима (сообщалось, что именно Коэн раскрыл в этой должности место содержания взятого в заложники палестинскими боевиками солдата Нахшона Ваксмана в октябре 1994 года), а пять лет спустя возглавил отдел борьбы с террором региона Иудеи и Восточного Иерусалима. В 1999 году стал заместителем главы Управления по борьбе с арабским и иранским террором, в 2001 году возглавил данное управление, а с 2003 года был главой Иерусалимского округа службы (включающего в себя Западный берег реки Иордан).
В 2005 году Коэн был назначен заместителем главы «Шабака», исполнял эту должность до 2008 года.
С 2008 по 2009 год Коэн сотрудничал, в статусе научного сотрудника (англ. research fellow), с Вашингтонским институтом по ближневосточной политике, проводя исследовательскую работу о деятельности организации «Хамас» и о палестинских салифистско-джихадистских группировках.
С 2009 по 2010 год возглавлял рабочие комиссии по формированию плана деятельности «Шабака» в административной и технологической сферах в ближайшем десятилетии.
28 марта 2011 года премьер-министр Израиля Биньямин Нетаньяху объявил о решении назначить Коэна главой «Шабака» по истечении срока каденции Юваля Дискина на посту. Несмотря на то, что в зарубежных публикациях имя Коэна как возможного преемника Дискина на посту главы службы упоминалось уже в 2008 году, некоторые израильские средства массовой информации высказали удивление в отношении выбора Коэна, вследствие ожидания, что должность займёт Ицхак Илан, действующий заместитель Дискина.
Назначение было утверждено правительством Израиля 10 апреля, и Коэн вступил на пост 15 мая 2011 года. Коэн стал первым религиозным иудеем, возглавившим «Шабак».

### На посту главы «Шабака»
На посту главы службы Коэн произвёл организационные перемены в организации, укрепив способности службы в обнаружении террористических угроз в кибернетическом пространстве и учредив округ, ответственный за предотвращение террористических угроз, исходящих из Синайского полуострова.
Высокое место в приоритетах службы под руководством Коэна заняло противодействие волне палестинского террора в 2015—2016 годах, характеризовавшейся актами террористов-одиночек, противостояние попыткам движения «Хамас» укрепить свои позиции на Западном берегу реки Иордан, а также противодействие попыткам террористической организации «Исламское государство» вербовать арабских жителей Израиля и палестинских территорий в свои ряды и организовать террористические акты на территории Израиля. Во многом благодаря стараниям Коэна Северное крыло «Исламского движения», действующего среди арабов-граждан Израиля, было признано властями Израиля террористической организацией.
«Шабаку» под руководством Коэна удалось предотвратить неоднократные попытки палестинских террористов совершить теракты против израильских целей, а также многочисленные попытки похищения израильских граждан, за исключением единственного случая похищения и убийства трёх израильских подростков на Западном берегу реки Иордан в июне 2014 года.
Несмотря на первичные спекуляции о том, что назначение Коэна, религиозного иудея, было произведено под давлением политических кругов, приближённых к еврейской поселенческой среде, в период деятельности Коэна на посту усилилась борьба службы с насильственными действиями в отношении палестинского населения, исходящими из среды поселенцев. Коэн также руководил следствием в отношении поджога дома в палестинской деревне Дума, совершённого радикальными поселенцами и повлекшего гибель ребёнка.
Коэн исполнял должность главы службы до 8 мая 2016 года, передав пост Надаву Аргаману.

### По завершении службы
В 2017 году Коэн был членом консультативного совета израильской компании Safe-T Group, разрабатывающей программное обеспечение в сфере информационной безопасности организаций.
В 2018 году Коэну было присвоено звание почётного доктора Университета имени Бар-Илана
в качестве знака признания за его многолетнюю преданную службу на благо государства.
В интервью в мае 2021 года Коэн отмечал, что неоднократно получал предложения от партий из разных частей политического спектра присоединиться к политической деятельности, однако пока не принял решение вступить в политику. В 2023 году принял участие в протесте против судебной реформы в Израиле, задуманной правительством под руководством Биньямина Нетаньяху, выступая при этом с позиции сторонников правого израильского политического лагеря. В интервью в марте 2024 года заявил, что серьёзно обдумывает вступление в израилькую политику.

### Образование и личная жизнь
Коэн обладает степенью бакалавра и магистра Хайфского университета в области политологии, окончил также учёбу в Колледже национальной безопасности Израиля и прошёл курс управления в Уортонской школе бизнеса при Пенсильванском университете.
Женат, отец пятерых детей. С 1983 года проживает в районе Рамот в Иерусалиме.

## Публикации
- Yoram Cohen, Is Hamas Committed to the Ceasefire? (Йорам Коэн, «Связан ли „Хамас“ обязательством соблюдать прекращение огня?»), The Washington Institute for Near East Policy, 13 ноября 2008 (Архивная копия от 27 июля 2021 на Wayback Machine) (англ.)
- Yoram Cohen, Jihadist Groups in Gaza: A Developing Threat (Йорам Коэн, «Джихадистские группировки в секторе Газа: развивающаяся угроза»), The Washington Institute for Near East Policy, 5 января 2009 (Архивная копия от 27 ноября 2021 на Wayback Machine) (англ.)
- Yoram Cohen, Hamas Arms Smuggling: Egypt’s Challenge (Йорам Коэн, «Контрабанда оружия „Хамасом“: вызов, стоящий перед Египтом»), The Washington Institute for Near East Policy, 2 марта 2009 (Архивная копия от 27 июля 2021 на Wayback Machine) (англ.)
- Yoram Cohen, Jeffrey White, Hamas in Combat: The Military Performance of the Palestinian Islamic Resistance Movement (Йорам Коэн, Джеффри Уайт, «„Хамас“ в бою: боевые показания Палестинского исламского движения сопротивления»), The Washington Institute for Near East Policy, октябрь 2009 (Архивная копия от 27 июля 2021 на Wayback Machine) (англ.)
- Yoram Cohen, Matthew Levitt (with Becca Wasser), Deterred but Determined: Salafi-Jihadi Groups in the Palestinian Arena (Йорам Коэн, Маттью Левитт (с Беккой Уоссер), «Сдержанные, но решительные: салафистско-джихадистские группировки на палестинской арене»), The Washington Institute for Near East Policy, январь 2010 (Архивная копия от 19 июля 2022 на Wayback Machine) (англ.)